# Служба „Военна полиция“
Служба „Военна полиция“ представлява въоръжена структура, управлявана от министъра на отбраната.

## История
Първите идея за военнополицейски подразделения е приета със „Закон за устройството на Въоръжените сили в Българското княжество“ от 3 декември 1891 г., според който по време на война трябва да бъдат сформирани 6 етапни жандармерийски полуроти.
Първите военнополицейски части обаче се създават през 1915 г. в следния състав:
- един военнополицейски полуескадрон към Щаба на действащата армия
- един военнополицейски ескадрон към Главното тилово управление
- един военнополицейски ескадрон към щаба на втора армия
- един военнополицейски ескадрон към щаба на трета армия
- по един военнополицейски полуескадрон към щабовете на дивизиите

След края на Първата световна война са разформировани, като са оставени само щабните им структури. През 1923 г. е издаден закон, съгласно който трябва да се попълни военната полиция, а през 1937 г. е разработено „Упътване за службата на военно-полицейските части“. От 1940 г. е разработено „Упътване за военнополицейската служба във военно време и указания за разузнавачите от военнополицейските части“. През 1941 г. се сформира военнополицейска дружина към Главното командване на войската. С указ № 6 от 3 март 1943 г. е официално сформирана наново. На следващата година са сформирани и военнополицейски роти към щабовете на армиите. С поверително писмо № 3981 – 512 от 6 август 1945 г. военната полиция е разформирована.
Възстановена е с постановление № 217 от 05.11.1991 г. в състав от 1000 души. С министерска заповед № 41 от 20 февруари 1992 г. е създаден „Правилник за военната полиция“, а от 1 юли 1992 г. военнополицейските отряди получават ранг на бригада и се сформират нови подразделения, за да обхванат военните поделения в страната. Тогава военната полиция е извадена от подчинение на Министерството на отбраната и преминава на подчинение на Генералния щаб на българската армия. През 1992 г. български военни полицаи участват в мисията в Камбоджа. През 1994 г. е създаден нов „Правилник за дейността на военната полиция“. През 1999 г. управление „Военна полиция“ е обединена с управление „Военно контраразузнаване“ и под наименованието Служба „Сигурност – Военна полиция и Военно контраразузнаване“ и преминава на подчинение на министъра на отбраната. Участва в мисиите в Афганистан и Ирак. На 1 януари 2008 г. е разформирована, като контраразузнаването става част от Държавна агенция „Национална сигурност“, а военната полиция се обособява в Служба „Военна полиция“, подчинена пряко на министъра на отбраната.

## Наименования
- Управление „Военна полиция“ (до 2 декември 1999)
- Служба „Военна полиция“ (от 1 април 2008 г.)

## Началници
Званията са към датата на заемане на длъжността:
- Илко Димитров – 7 януари – 1 септември 1992 г.
- Полковник Добри Стоянов – 1 септември 1992 – ?
- Полковник Петко Драгоев (10 ноември 1994 – 1 септември 1996)
- Генерал-майор Цанко Доленски (1 септември 1996 – 22 април 1997)
- Генерал-майор Димитър Зехтинов (22 април 1997 – 1 септември 1997)
- Полковник Любен Пандев (7 май 1998 – 10 януари 2000)
- Полковник (бриг.ген. от 2002, ген.-майор от 2005) Орлин Иванов (10 януари 2000 – 11 юли 2007) (началник на ВП и ВКР)
- Бригаден генерал Николай Николов (11 юли 2007 – 10 януари 2008) (началник на ВП и ВКР)
- Бригаден генерал Милко Чулев (1 юни 2008 – 13 юли 2009)
- Бригаден генерал Иван Мечков (13 юли 2009 – 25 септември 2009)
- Полковник (бриг. ген. от 2011) Данчо Дяков (25 септември 2009 – 1 октомври 2013)
- Полковник (бриг. ген. от 2014) Борислав Сертов (от 1 октомври 2013 – 29 януари 2021)
- Полковник (бриг. ген. от 6 август 2021) Ивайло Сотиров (от 28 януари-6 август 2021), временно изпълняващ длъжността[2] от 6 август 2021 г. е директор